# Blas Cabrera
Blas Cabrera (* 21. September 1946 in Paris) ist ein US-amerikanischer Physiker, der sich mit experimenteller Elementarteilchenphysik beschäftigt.
Cabrera studierte an der University of Virginia (Bachelor 1968), wo sein Vater Nicolás Cabrera (1913–1989), ein spanischer Physiker der während des Franco-Regimes ins Exil ging, seit 1952 Professor war (ab 1971 war er an der Autonomen Universität in Madrid). Cabrera promovierte 1975 an der Stanford University. Er blieb an der Stanford University, wo er 1981 Assistant Professor, 1984 Associate Professor und 1991 Professor wurde. 1996 bis 1999 war er dort Vorsitzender der Fakultät für Physik.
Cabrera suchte lange nach Magnetischen Monopolen und berichtete auch über ein Ereignis in der Nacht vom 14. Februar 1982, das er als magnetischen Monopol deutete, was aber umstritten blieb. Die Forschungsgruppe von Cabrera erhielt darauf erhebliche finanzielle Unterstützung für eine verbesserte Suche, die aber wegen Erfolglosigkeit inzwischen eingestellt wurde.
Danach beschäftigte er sich mit der Suche nach Dunkler Materie. Er ist Ko-Sprecher des CDMS (Cryogenic Dark Matter Search) Experiments der Suche nach WIMPs. Der Detektor ist in der Soudan Mine im Norden Minnesotas.
Cabrera  ist Fellow der American Physical Society und seit 2020 Mitglied der National Academy of Sciences. Für 2013 wurde ihm der Panofsky-Preis zugesprochen.